# تعدد الزوجات في جيبوتي
مثل أي دولة أخرى في القرن الأفريقي باستثناء الدول التي تقطنها الأغلبية المسيحية في إثيوبيا، مسألة تعدد الزوجات قانونية بموجب القانون جيبوتي، وهذا الأمر موجود في ثقافة جيبوتي لعدة قرون. مع ذلك، مثل معظم البلدان، مثل ليبيا وغيرها، قانونيا يسمح للرجل بالزواج من أربعة نساء فقط في وقت واحد. 